# Іспанська Флорида
Іспанська Флорида (ісп. La Florida) — перше велике територіальне утворення європейських переселенців та спроба заселення Північної Америки в ході епохи Великих географічних відкриттів. Флорида входила до складу Генерал-капітанства Куба у віцекоролівстві Нова Іспанія та до складу Іспанської імперії під час іспанської колонізації Америки.
Хоча її кордони ніколи не були чітко чи формально визначені, територія спочатку була набагато більшою за сучасний штат Флорида, простягаючись на більшу частину південно-східної частини США, включаючи всю сучасну Флориду, а також частини Джорджії, Південної Кароліни, Північної Кароліни, Алабами, Міссісіпі та округів Флориди Луїзіани. Іспанія обґрунтовувала свої претензії на цю величезну територію кількома широкомасштабними експедиціями, організованими протягом XVI століття. У XVI столітті та меншою мірою в XVII столітті існувала низка місій, поселень та невеликих фортів; зрештою вони були покинуті через тиск з боку англійських та французьких колоніальних поселень, що розширювалися, занепад корінного населення та загальні труднощі з досягненням сільськогосподарської чи економічної самодостатності. До XVIII століття контроль Іспанії над Ла-Флоридою не поширювався набагато далі кількох фортів поблизу Сент-Огастіна, Сент-Маркса та Пенсаколи, всі в межах сучасної Флориди.
Флорида ніколи не була для Іспанії чимось більшим, ніж віддаленим регіоном, який служив переважно стратегічним буфером між рештою Нової Іспанії та англійськими колоніями, що розширювалися на півночі. На відміну від конкістадорів Мексики чи Перу, іспанці у Флориді не знайшли ні золота, ні срібла. Через хвороби, а пізніше й набіги колоністів провінції Кароліна (заснованої в 1663 році) та їхніх союзників — корінних американців, місцеве населення було недостатньо великим для системи енком'єнди примусової сільськогосподарської праці, тому Іспанія не створювала великих плантацій у Флориді. Великі ферми вільного випасу худоби у північно-центральній Флориді були найуспішнішим сільськогосподарським підприємством і могли постачати як місцеві, так і кубинські ринки. Прибережні міста Пенсакола та Сент-Огастін також були портами, де іспанські кораблі, що потребували води чи припасів, могли зупинятися та поповнювати запаси.
Починаючи з 1630-х років, серія місій, що розкинулися від Сент-Огастіна до Флоридського узбережжя, забезпечувала Сент-Огастін кукурудзою та іншими продовольчими культурами, і іспанці вимагали від апалачів, які жили в місіях, щороку надсилати робітників до Сент-Огастіна для виконання робіт у місті. Місії були знищені рейдерами Кароліни та криками під час набігів з 1702 по 1704 рік, що ще більше скоротило та розпорошило корінне населення Флориди та зменшило іспанський контроль над цим районом.
Велика Британія опанувала Флориду в рамках Паризьких угод, що завершили Семирічну війну в 1763 році, а іспанське населення здебільшого емігрувало на Кубу. Новий колоніальний правитель розділив територію на Східну та Західну Флориду.